# Jade precolombino de Costa Rica

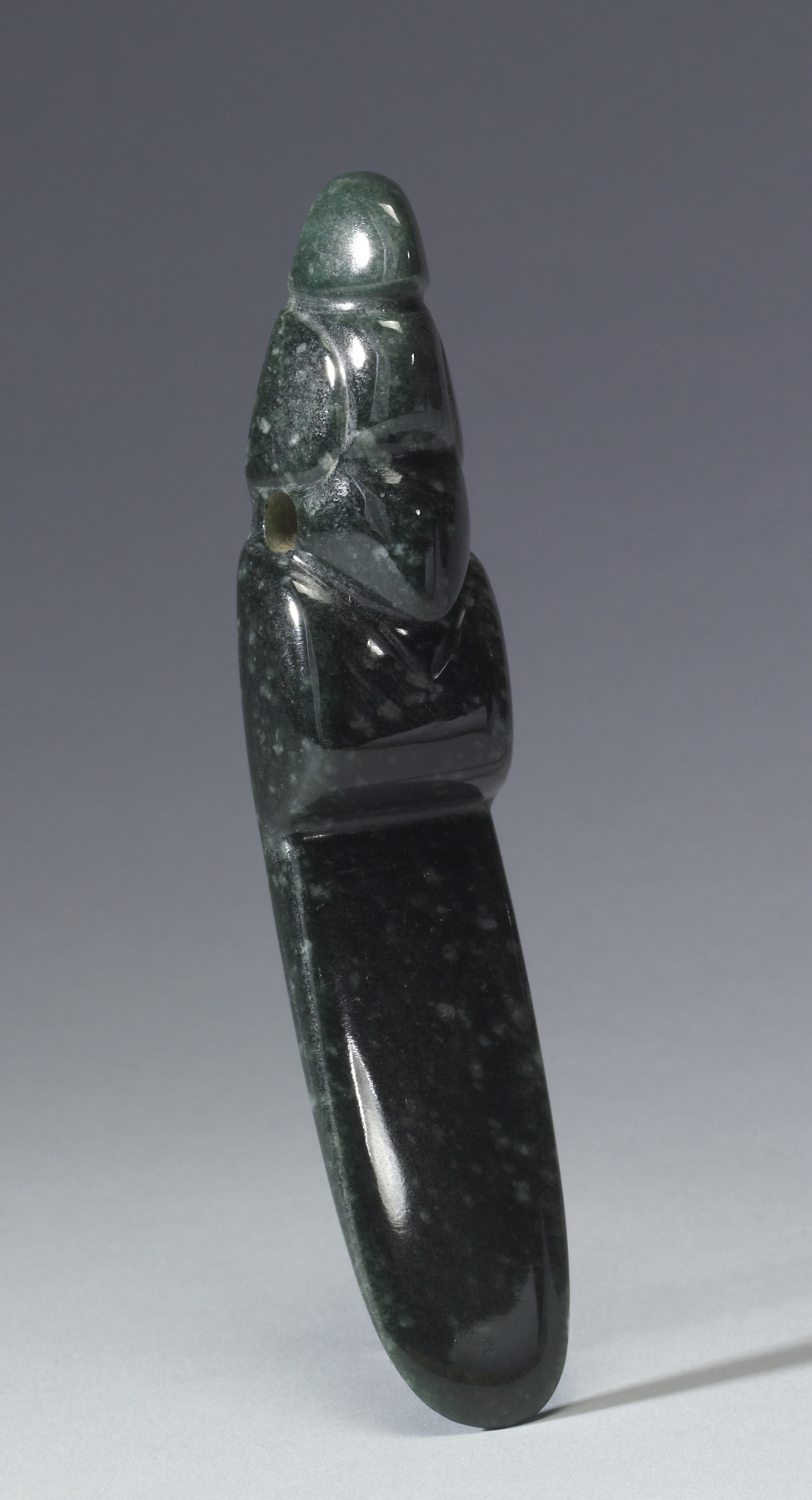
Pendiente de jade con forma de ave.

Entre el 500 y 700 d. C., los indígenas que habitaron el territorio actual de Costa Rica manufacturaron objetos de jadeíta y otras piedras verdes (cuarzo, calcedonia, ópalo, ágata, ompacita, serpentina), conocidas en general como jade, usando técnicas y motivos autóctonos, que fueron utilizados como adornos y talismanes. Durante este periodo, se dio una fuerte tradición local del trabajo, que fue independiente de influencias externas, aun cuando algunas reflejan rasgos foráneos (olmecas, mayas, cultura San Agustín).
El jade se utilizó principalmente en la región de Guanacaste y en la región Central del país (Vertiente del Atlántico y Valle Central), pero se encuentra también en forma aislada en la región de Díquis (valle del río Grande de Térraba, en el sureste del país).
Los artefactos de jade se encuentran frecuentemente como ofrendas funerarias, asociados a individuos con rango social y/o con presencia de elementos mítico-religiosos. También se ha encontrado información de que fueron utilizados con fines curativos. Se usaron como ornamento personal y luego se destinaron como parte del ajuar funerario de los individuos.
Solamente se conocen entre 8 y 10 fuentes de jadeíta en el mundo. Se ha planteado que el río Motagua en Guatemala fue la fuente primaria de jadeíta para Costa Rica, sin embargo, la fuerte presencia de jades en el país que no pueden asociarse a este río ha hecho postular la existencia de una fuente en Costa Rica en la península de Santa Elena, Guanacaste

## Antecedentes: el jade precolombino mesoamericano

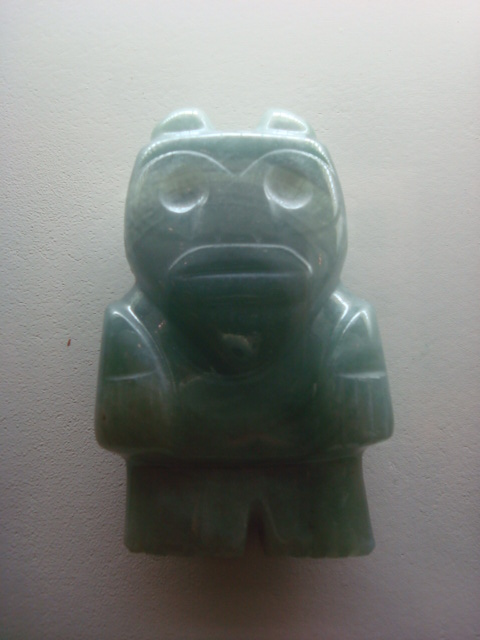
Pendiente de jade olmeca hallado en Costa Rica. Muestras algunas características propias del arte de esa cultura mesoamericana como la clásica "boca olmeca". Museo del Jade de San José de Costa Rica.

El término jade se utiliza para denominar a un conjunto de rocas de origen metamórfico, compuestas principalmente por minerales como la jadeíta o la nefrita, y que se caracterizan especialmente por su brillo, dureza, color y translucidez. Las sociedades precolombinas de América tallaron estas piedras con diseños y símbolos propios de sus creencias. El jade, junto con el oro, se han considerado las dos materias primas más valiosas de la arqueología americana.
El uso de piezas de jade entre las culturas precolombinas de Mesoamérica fue principalmente ornamental, aunque es posible que muchos de ellos hayan sido utilizados como objetos parafernarios en ritos ceremoniales (rituales de cacería, guerra o iniciación). Las sociedades precolombinas en general apreciaron los objetos elaborados en jade y otras piedras verdes como indicadores de poder. También se utilizaron como ofrendas funerarias y como seña de identificación entre distintos clanes. El contacto con las culturas de Mesoamérica y Suramérica, permitió el intercambio mutuo de técnicas especializadas para la manufactura del jade. En Mesoamérica, los olmecas y los mayas fueron expertos en tallar y pulir jades. Muchos de los objetos de jade de talla local, aunque difieren notablemente de las tallas olmecas y mayas, presentan patrones iconográficos propios de estas culturas mesoamericanas.

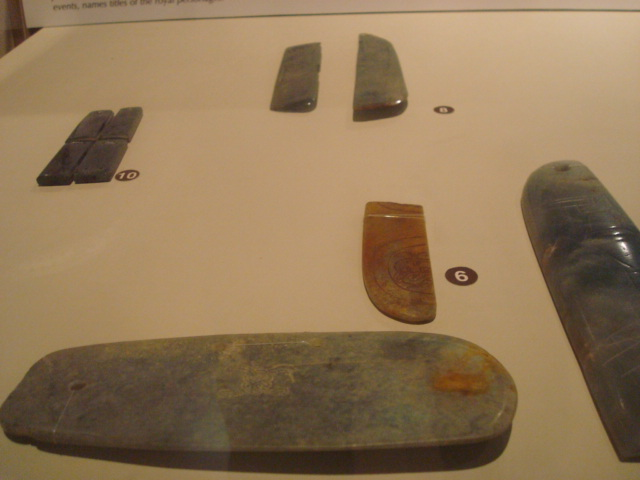
Objetos de jade con glifos mayas encontrados en Nicoya, del periodo Clásico Temprano (100-600 d. C.). La presencia de estos objetos en territorio costarricense implica el intercambio comercial de las sociedades autóctonas con las culturas de Mesoamérica.

Se ha postulado que los olmecas fueron la primera cultura mesoamericana en trabajar el jade. Desde el 800 a. C., los olmecas se desplazaron desde La Venta, en el actual estado mexicano de Tabasco, hasta el estado de Guerrero por el norte, y por el sur viajaron hasta la península de Nicoya en Costa Rica, pasando por el río Motagua en Guatemala, buscando vetas de jadeíta. En la cultura olmeca, los colgantes de jade eran considerados representaciones de la mazorca de maíz, por lo que se consideraban sagrados y se usaron en ceremonias que recreaban el cosmos.
Los olmecas ejercieron gran influencia en las culturas vecinas del periodo preclásico medio de Mesoamérica, influencia que se ve reflejada en temas mítico-religiosos y políticos, así como en la escritura jeroglífica. Entre el año 500 a. C. y el 300 d. C., pueblos descendientes de los olmecas se desplazaron por Mesoamérica dejando indicios de escritura epiolmeca.
En el territorio de la actual Costa Rica, las exploraciones arqueológicas han encontrado gran cantidad de jades olmecas pertenecientes al periodo que va de 500 a. C. a 500 d. C. Muchos de estos objetos se han denominado “cucharas olmecas”, debido a que poseen agujeros para ser usados como pectorales, de forma horizontal. Tales objetos han sido reportados en la subregión Guanacaste (actual provincia de Guanacaste) del área arqueológica de la Gran Nicoya, y en la región arqueológica Central (Valle Central y Vertiente Atlántica de Costa Rica). Es probable que la presencia de tantos artefactos olmecas hallados en territorio costarricense sean producto del intercambio entre las sociedades autóctonas y culturas intermediarias más que por el contacto directo entre los indígenas locales y los olmecas.
En Costa Rica también han sido encontrados gran cantidad de piezas de jade de origen maya, que refleja que este material fue utilizado para el trueque durante el auge de la talla del jade en el país (entre 500 a. C. a 700 d. C.). Los mayas utilizaron el jade como joya ornamental principalmente entre los altos dignatarios y sacerdotes, y también utilizaron las piedras de jade como moneda de intercambio.
Al igual que los olmecas, los mayas tuvieron una concepción del maíz como producto esencial para mantener el orden del cosmos. En los jades mayas hallados en Costa Rica es posible observar glifos cuyo significado está estrechamente relacionado con propósitos rituales. La conexión entre el jade y la mazorca de maíz establecida por los olmecas fue mantenida por los mayas del Preclásico y el Clásico. Los reyes mayas solían vestir placas de jade en su cinturón, estableciéndose ellos mismos como encarnación del dios del maíz, en el centro de la creación y el cosmos. Las placas de jade eran instrumentos que permitieron establecer el poder cósmico del rey, justificando a la vez su autoridad.
Los mexicas dieron al jade gran valor, considerándolo más valioso que el oro. En el idioma náhuatl, lo llamaron “chalchihuitl”, esmeralda baja. Durante la época de la conquista de México-Tenochtitlan, el jade atrajo la atención de los conquistadores españoles, quienes además atribuyeron a esta piedra propiedades curativas eficaces para las dolencias de los riñones, por lo que conocían al jade como piedra del ijar. Bernal Díaz del Castillo recoge un pasaje acerca de un obsequio enviado por Moctezuma II a Carlos V de España que incluía los chalchihuitles, en la que refiere que cada piedra valía más que dos cargas de oro (cada carga equivalía a tres quintales del metal).
En general, las culturas mesoamericanas asociaron el jade a elementos naturales como las simientes, el agua de los ríos, el mar y la lluvia, la mazorca de maíz, atribuyéndole cualidades mágico-religiosas.

## Arqueología del jade de Costa Rica

### Cronología
Se han distinguido tres periodos en el trabajo del jade en Costa Rica:
- Periodo inicial: 500 a. C. a 300 d. C.
- Periodo de apogeo: 300 a 700 d. C.
- Periodo de decadencia: 700 a 900 d. C.

El periodo de apogeo de las tallas de jade locales coincide en parte con la época en que se da la transición entre la cultura olmeca y la cultura maya, al final del Preclásico. De esta época provienen la mayoría de las piezas de jade verdadero elaborado con jadeíta. Cerca del 700 d. C., después de una época de auge de varios siglos, la jadeíta comienza a decaer y es cuando se realizan los trabajos con otras materias primas como serpentina o calcedonia. Después de 800 d. C. se produce una decadencia en la lapidaria de jade, que coincide con el auge de la metalurgia del oro.

### Regiones arqueológicas

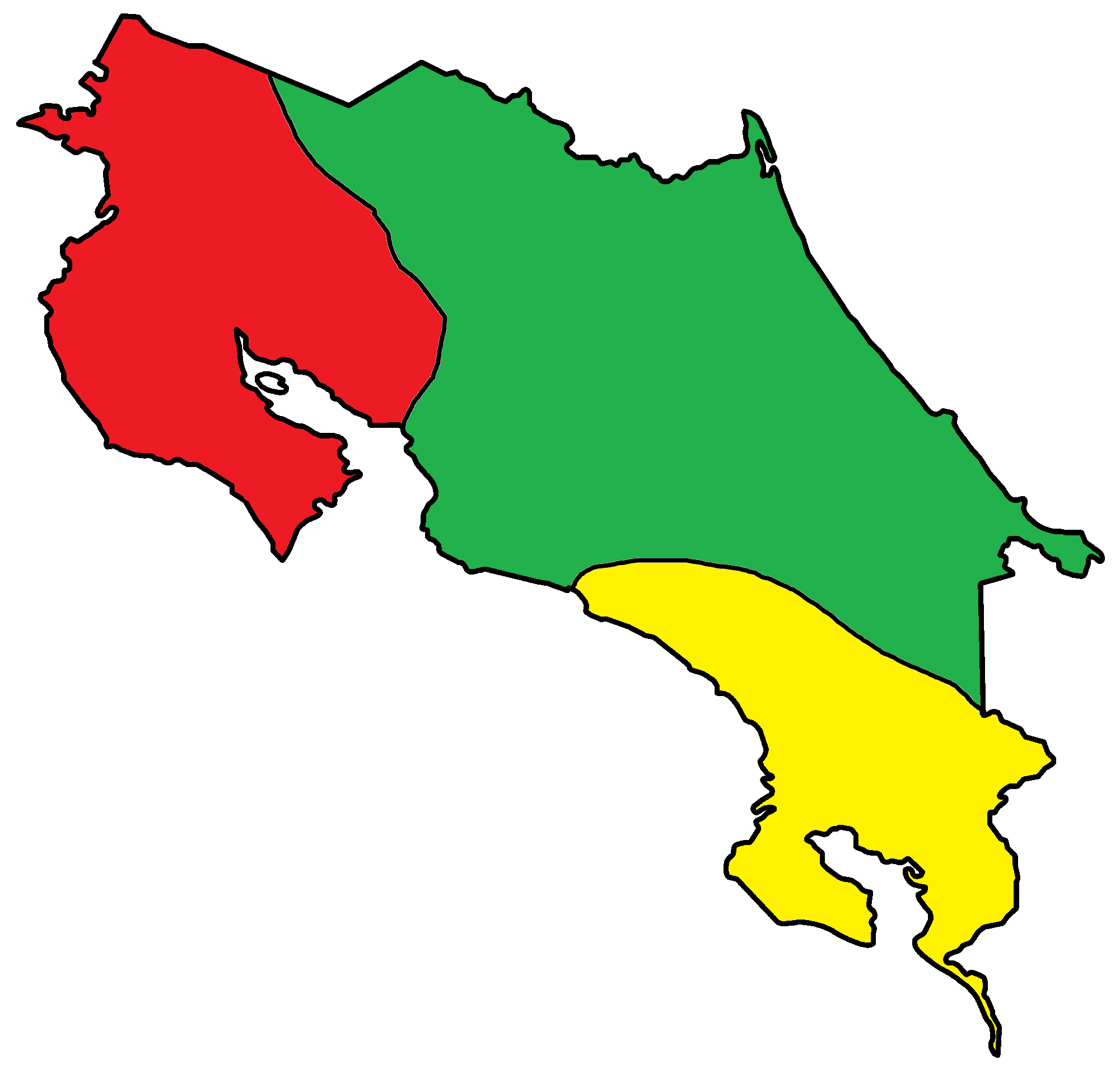
Mapa de las áreas arqueológicas de Costa Rica: Subregión Guanacaste (rojo), Región Arqueológica Central (verde) y subregión Díquis (amarillo).

En el actual territorio de Costa Rica se han establecido tres regiones arqueológicas, basándose en criterios geográficos y culturales.

#### Gran Nicoya
Ocupa el litoral pacífico de Nicaragua y el Pacífico norte de Costa Rica. El sector costarricense se conoce como subregión sur o Guanacaste. Se corresponde actualmente con la provincia de Guanacaste y la parte norte de la provincia de Puntarenas. Esta región se caracterizó por la cultura de Nicoya, de fuerte influencia mesoamericana, y es de donde provienen gran cantidad de los jades de Costa Rica, especialmente los dioses-hacha y los pendientes en forma de ave.

#### Región Arqueológica Central
Esta se encuentra en la parte central del país, corresponde al Valle Central, el Pacífico central y la Vertiente Atlántica del país. Se le divide en dos subregiones: Central-Pacífica y subregión Atlántica (Valle de Turrialba, llanuras del Atlántico central y llanuras del norte). Gran cantidad de jades han sido recuperados sobre todo de la subregión Atlántica.

#### Gran Chiriquí
Abarca el Pacífico sur de Costa Rica y gran parte de Panamá. El sector costarricense se conoce como subregión Díquis. Es poco el jade recuperado de esta región, más reconocida por la presencia de gran cantidad de piezas de oro.

## Tecnología del jade

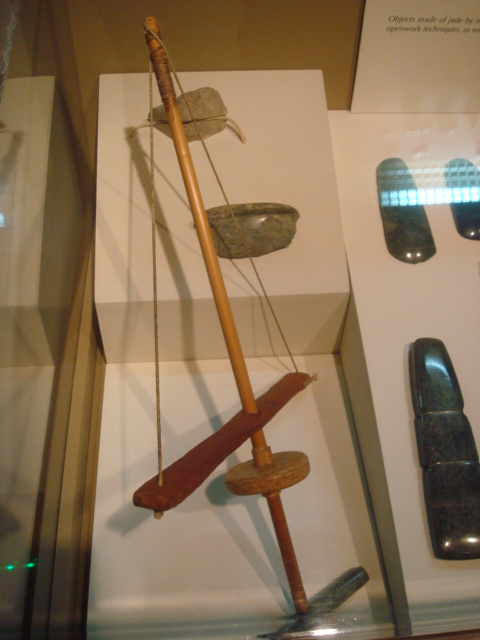
Taladro utilizado para perforar las piedras de jadeíta u otros materiales que los indígenas costarricenses utilizaron para elaborar piezas de jade. Museo del Jade, San José de Costa Rica.

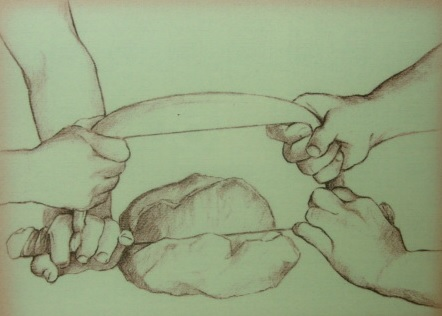
Aserramiento. Los bloques de jadeíta u otro material se cortaban utilizando un cordel para hacer piezas más pequeñas.
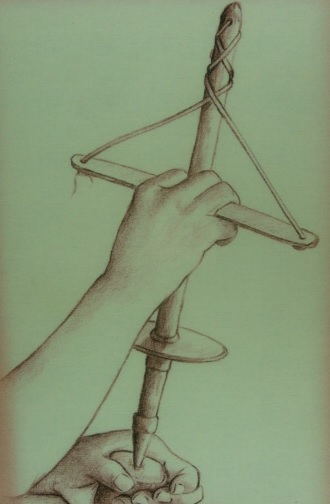
Perforado. Utilizando un perforador de madera, se hacían oficios en la pieza para utilizarla como colgante.
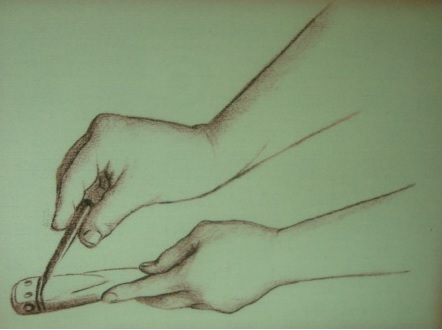
Esgrafiado. Usando una herramienta de piedra se trazaban líneas incisas sobre la superficie de la pieza para hacer los motivos decorativos.
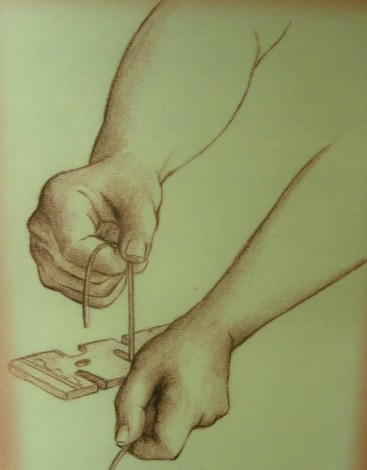
Calado. Mediante cordeles se realizaban canales sobre las superficies pulidas del jade, ya fueran leves o profundos.

## Galería

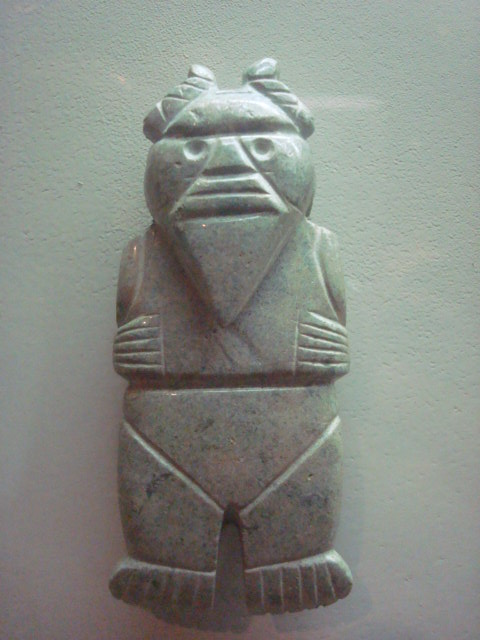
Una hendidura central en la parte inferior de la cola de este jade permite otorgarle extremidades inferiores a este personaje. Obsérvense los detalles para los dedos y el rombo facial para formar el rostro y la barba.
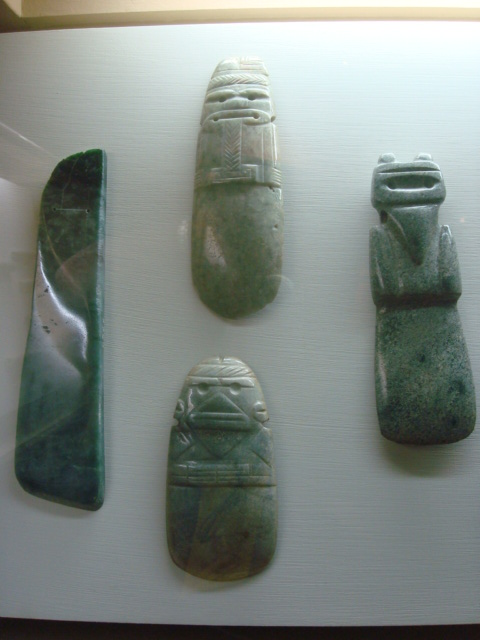
En estas piezas pueden apreciarse diversos detalles del marco estructural de los jades costarricenses, incluida la larga lengua bífida que se proyecta hacia el abdomen de la figura superior.
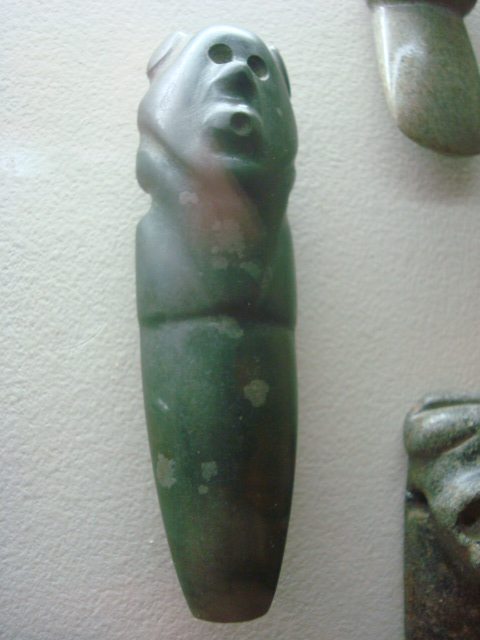
La cola de esta figura se presenta en forma invertida, con su lado agudo hacia abajo, en forma de punta. Nótense los exquisitos detalles del rostro.
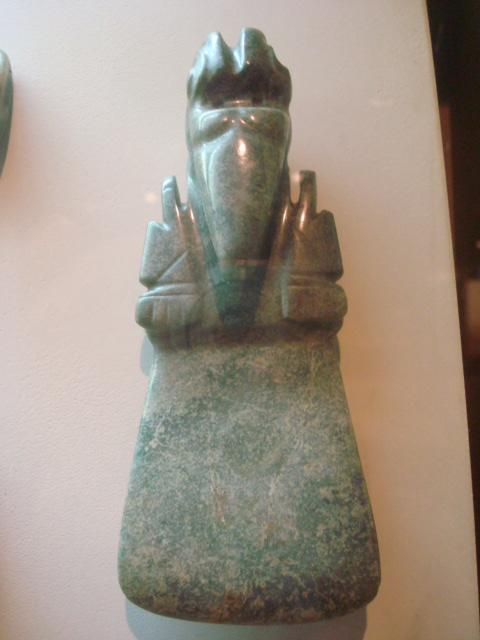
El triángulo facial invertido da la apariencia de ave a esta pieza. Se conserva la hendidura craneal en forma de V y detalles en el tronco que semejan alas y plumas.
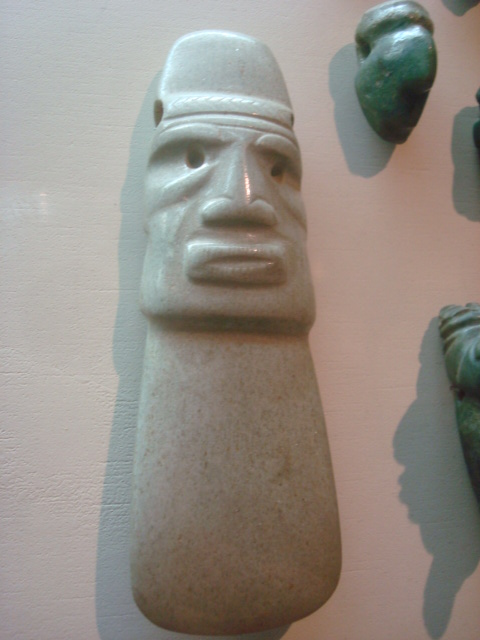
Con incisiones y formas geométricas en apariencia sencillas, en esta figura de jade blanco altamente trabajada pueden apreciarse todos los detalles de un rostro.
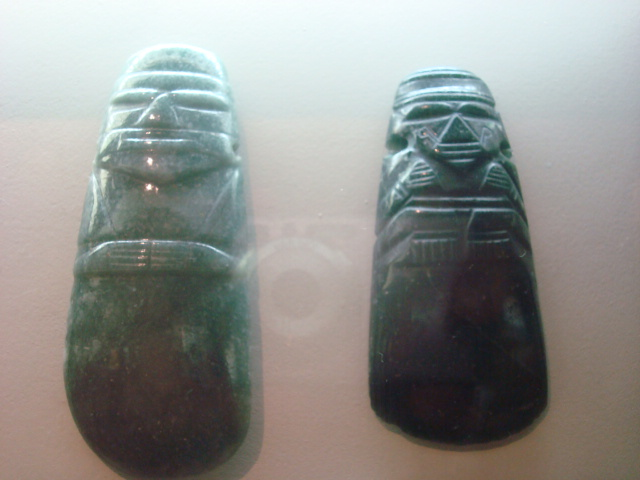
En la figura de la izquierda, las extremidades superiores descansan sobre el abdomen, mientras que en la de la derecha son distinguibles las cuatro extremidades proyectadas sobre el tronco de forma armoniosa.
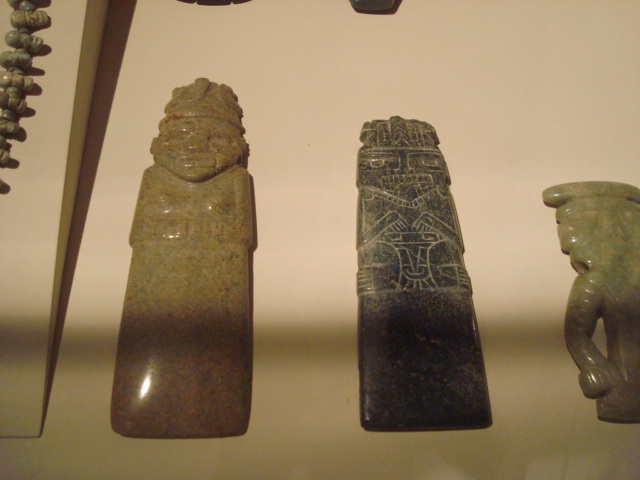
La pieza de la izquierda es excepcional, pues en su torso presenta pequeñas prominencias que simulan senos, denotando un personaje femenino importante.